# Headspace – Aliens im Kopf
Headspace – Aliens im Kopf ist ein südafrikanischer Animationsfilm aus dem Jahr 2023 von Paul Meyer und Gerhard Painter.

## Handlung
Der 16-jährige Norman ist fest von der Existenz von Aliens überzeugt. Tatsächlich landen drei Aliens eines Tages in ihrem winzig kleinen Raumschiff in Normans Cola. Die Aliens Gus, Sophie und Max gelangen so in Normans Körper, welcher seitdem ihre Stimmen vernimmt. Norman bemerkt, dass sie von einem gewissen Zolthard erzählten, der das Universum unterjochen wolle. Als intergalaktische Friedenswächter ist es Gus’, Sophies und Max’ Pflicht, Zolthard aufzuhalten, doch nur mit Norman kann ihnen dies gelingen. Als Zolthard kurze Zeit später ebenfalls auf der Erde landet und den Körper der Schuldirektorin übernimmt, bricht Chaos aus.

## Synchronisation
Die Synchronisation übernahm die Synch! Synch! Kino- & TV-Synchronisation GmbH in Hamburg. Angelika Scharf schrieb das Dialogbuch und führte die Dialogregie.
| Rolle         | Originalsprecher    | Deutsche Synchronsprecher |
| ------------- | ------------------- | ------------------------- |
| Alejandro     | James Cairns        | Flemming Stein            |
| Charlene      | Nelisa Ngcobo       | Leonie Landa              |
| Frankie       | Michelle du Plessis | Franciska Friede          |
| Gus           | James Cairns        | Felix Strüven             |
| Max           | Chris van Rensburg  | Tim Grobe                 |
| Mike          | Jose Domingos       | Lino Kelian               |
| Sophie        | Jana Louw           | Elise Eikermann           |
| Mr. Anderson  | Chris van Rensburg  | Volker Hanisch            |
| Mr. Hernandez | Sparky Xulu         | Frank Jordan              |

## Kritik
Der Kritiker vom Filmdienst nennt den Film einen soliden Animationsfilm aus Südafrika, der zwar Eigenständigkeit und Fantasie vermissen lasse, aber turbulent und humorvoll ausfalle und routinierte Unterhaltung biete.